# Melete (geslacht)
Melete is een geslacht in de orde van de Lepidoptera (vlinders) familie van de Pieridae (Witjes).
Melete werd in 1831 beschreven door Swainson.

## Soorten
Melete omvat de volgende soorten:
- M. caesarea Fruhstorfer, 1912
- M. calymnia (C. & R. Felder, 1862)
- M. daguana Fassl, 1915
- M. florinda (Butler, 1875)
- M. isandra (Boisduval, 1836)
- M. laria (Felder, 1865)
- M. leucadia (C. & R. Felder, 1862)
- M. leucanthe (C. & R. Felder, 1861)
- M. lycimnia (Cramer, 1777)
- M. nigricosta JOicey & Rosenberg, 1915
- M. palaestra (Hopffer, 1874)
- M. peruviana (Lucas, 1852)
- M. polyhymnia (C. & R. Felder, 1865)
- M. salacia (Godart, 1819)